# I dag finns nåd, mer värd än guld
I dag finns nåd, mer värd än guld är en sång med text av Henry Albert Tandberg och som sjungs till en amerikansk melodi.

## Publicerad i
- Frälsningsarméns sångbok 1929 som nr 71 under rubriken "Frälsningssånger - Inbjudning".
- Musik till Frälsningsarméns sångbok 1930 som nr 71.
- Frälsningsarméns sångbok 1968 som nr 41 under rubriken "Frälsning".
- Frälsningsarméns sångbok 1990 som nr 345 under rubriken "Frälsning".